# James K. Kelly
James K. Kelly (Centre megye, 1819. február 16. – Washington, 1903. szeptember 15.) az Amerikai Egyesült Államok szenátora (Oregon, 1871–1877).